# Candeias do Jamari
Candeias do Jamari este un oraș în Rondônia (RO), Brazilia.